# Saltoschool De Hasselbraam
De Hasselbraam is een openbare basisschool in Eindhoven, gelegen aan de Tuinstraat 6 in de Rochusbuurt. De basisschool maakt deel uit van SALTO. Op De Hasselbraam zitten ongeveer 270 leerlingen.
Samen met kinderopvang De Droomwereld is De Hasselbraam een leef- en leergemeenschap voor kinderen van 2,5 tot 13 jaar. De visie van De Hasselbraam is kort uitgewerkt in de kernwaarden relatie, talenten en eigenaarschap.

## Geschiedenis
Na de Tweede Wereldoorlog kocht de gemeente Eindhoven de grond aan de Tuinstraat aan van het Rijk. Oorspronkelijk waren hier een rij woningen gepland, maar dit ging uiteindelijk niet door. De Sint Josephvereniging bouwde er de rooms-katholieke Sint Jorisschool. Deze moest de oude school aan de Jan Smitzlaan vervangen. In 1947 werd het schoolgebouw gebouwd en in 1949 werd de school geopend. Later kwam de Sint Jansschool uit de Le Sage ten Broeklaan erbij, maar die school werd op 1 september 1957 alweer opgeheven. De leerlingen van die school verhuisden daarom ook naar de Sint Jorisschool.
Begin jaren '60 was de Sint Jorisschool nog een jongensschool. Het bestond uit een mix van alle rangen en standen. De school richtte zich zowel op gezinnen uit villawijk de Elzent als op de middenmoot uit de Rochusbuurt en op de meer volkse Irisbuurt. De jongensschool had een excellente reputatie, want jaarlijks konden hier het hoogste percentage leerlingen naar de hbs en het gymnasium. Om die reden stuurden zelfs ouders uit Dommelen, Zeelst, Best en Oirschot hun kinderen naar deze school.
Eind jaren '80 stond de katholieke Sint Jorisschool er slecht voor. De school dreigde te verdwijnen toen het leerlingenaantal te klein werd. Door flink actie te voeren wisten de ouders in die tijd te voorkomen dat de school uit de buurt zou verdwijnen. De schoolbesturen besloten tot een overeenkomst: basisschool De Wilakkers zou de katholieke school voor Stratum binnen de Rondweg blijven, en de Sint Jorisschool zou een nieuw leven tegemoet gaan als openbare basisschool. Sinds 1990 is de school een openbare school met een nieuwe naam. De school werd vernoemd naar het toverfruit, de hasselbraam, uit het boek Pluk van de Petteflet.

## Het Hasselbraamlied
De school heeft ook een lied, genaamd het Hasselbraamlied. Dit lied gaat over het toverfruit uit Pluk van de Petteflet. Wanneer volwassenen het fruit eten, leggen zij het werk neer en gaan zij spelen als kinderen. De tekst is geschreven door Erik van Dijck. Het refrein gaat als volgt.
Het is de Hasselbraam, het is de Hasselbraam
Heb je er één keer van geproefd
Dan vergeet je nooit de naam
Pluk je de Hasselbraam, eet je de Hasselbraam
Dan word je vrolijk, beetje raar
'n beetje gek, probeer 't maar!
't Is raar, 't is raar, maar waar!